# Kacki
Kacki (biał. Кацкі, Kacki; ros. Кацки, Kacki) – wieś na Białorusi, w obwodzie brzeskim, w rejonie janowskim, w sielsowiecie Brodnica.
W pobliżu znajduje się Rezerwat Biologiczny Abrou.

## Historia
W XIX i w początkach XX w. położone były w Rosji, w guberni mińskiej, w powiecie pińskim, w gminie Brodnica. Były wówczas własnością Wiszniewskich, a następnie Bądzkiewiczów.
W dwudziestoleciu międzywojennym wieś i folwark leżące w Polsce, w województwie poleskim, w powiecie pińskim, w gminie Brodnica. W 1921 wieś liczyła 101 mieszkańców, zamieszkałych w 17 budynkach. Wszyscy oni byli Białorusinami wyznania prawosławnego. Folwark liczył 22 mieszkańców, zamieszkałych w 3 budynkach. Wszyscy oni byli Polakami wyznania rzymskokatolickiego.
Po II wojnie światowej w granicach Związku Sowieckiego. Od 1991 w niepodległej Białorusi.